# موس (بونتيفيدرا)
بلدية موس (بالإسبانية: Mos) هي بلدية تقع في مقاطعة بونتيفيدرا التابعة لمنطقة غاليسيا شمال غرب إسبانيا.

## الديموغرافيا
يبلغ عدد سكان بلدية موس 14.942 نسمة عام 2011 (وفقاً للمعهد الوطني للإحصاء الإسباني).
| 13.755 | 13.729 | 14.033 | 13.996 | 14.471 | 14.650 | 14.942 |

## أعلام
- أوسكار بريرو
- برايس منديز
- أنخيل باستوس
- روبين بلانكو